# Proasellus ligusticus
Proasellus ligusticus là một loài chân đều trong họ Asellidae. Loài này được Bodon & Argano miêu tả khoa học năm 1982.